# هاینتس هونسدیکر
هاینتس هونسدیکر (آلمانی: Heinz Hunsdiecker; ۲۲ ژانویهٔ ۱۹۰۴ – ۲۲ اکتبر ۱۹۸۱) شیمیدان اهل آلمان بود. واکنش هونسدیکر در شیمی آلی به افتخار وی نامگذاری شده است.